# Cock Robin (álbum)
Cock Robin é o álbum de estreia da banda de mesmo nome, lançado em 1985.

## Faixas
Todas as faixas por Peter Kingsbery.
1. "Thought You Were On My Side" — 4:17
2. "When Your Heart Is Weak" — 4:39
3. "Just When You're Having Fun" — 3:42
4. "The Promise You Made" — 3:54
5. "Because It Keeps On Working" — 4:40
6. "Born With Teeth" — 4:13
7. "Once We Might Have Known" — 5:10
8. "More Than Willing" — 4:29
9. "A Little Innocence" — 5:37

## Desempenho nas paradas musicais
| Parada musical (1985)          | Posição |
| ------------------------------ | ------- |
| Estados Unidos - Billboard 200 | 61      |

## Créditos
Cock Robin
- Peter Kingsbery — Vocals, teclados, baixo
- Anna LaCazio — Vocal, teclados
- Louis Molino III — Bateria, percussão, vocal de apoio
- Clive Wright — Guitarra

Músicos adicionais
- Paulinho da Costa — Percussão
- Pat Mastelotto — Percussão
- Arno Lucas — Percussão
- Steve Hillage — Guitarra rítmica em "When Your Heart Is Weak"